# Rhinoclama finlayi
Rhinoclama finlayi är en musselart som först beskrevs av Powell 1937.  Rhinoclama finlayi ingår i släktet Rhinoclama och familjen Cuspidariidae. Inga underarter finns listade i Catalogue of Life.